# Bunsinsaba
Bunsinsaba è un film horror del 2004 diretto da Ahn Byeong-ki.

## Trama
Una studentessa cieca e sua madre, accusate di stregoneria, vengono brutalmente assassinate dai membri del villaggio in cui si erano da poco trasferite.
30 anni dopo gli spiriti di madre e figlia vengono evocati inavvertitamente e si impossessano dei corpi di una studentessa e di un'insegnante della scuola del villaggio; la vendetta ultraterrena delle due donne si compirà sterminando gli abitanti della comunità.